# Budapest Pride
Budapest Pride, eller Budapest Pride Film and Cultural Festival, är Ungerns största årliga HBTQ-evenemang. Det är en veckolång festival med en Pride-marsch genom Budapest. Marschen har historiskt genomförts under flera olika namn, bland andra Meleg Méltóság Menet, första gången 1997. Vanligen hålls marschen den första lördagen i juli, och går längs Budapests mest vidsträckta paradgator, Andrássy út, mellan Stadsparken (Városliget) och Elizabethplatsen (Erzsébet tér). Paraden må vara mindre i skala än motsvariga prideparader i Västeuropa och Amerika, mellan 1 000 och 2 000 deltagare i processionen. Motdemonstranter från extremhögern och huliganer störde Pride-marscherna 2007 och 2008, och det har uttryckts oro över evenemangets framtid.

## Festivalen
Även om marschen är den mest kända delen av festivalen så är Budapest Pride Film and Cultural Festival mer än så. Dess filmfestival, seminarier, utställningar, teaterproduktioner, författarsamtal, picknickar, tal, religiösa ceremonier, konserter, och fester. Festivalen hade 2011 över 100 programpunkter. Tyvärr drabbades festivalen även detta år av stenkastning mot polis av huliganer, och regnbågsflaggor brändes.